# Maissemy
Maissemy là một xã ở tỉnh Aisne, vùng Hauts-de-France thuộc miền bắc nước Pháp.

## Chính quyền
| Năm                                    | Tên               | Đảng | Qualité |
| -------------------------------------- | ----------------- | ---- | ------- |
| March 2001                             | Dominique Trepant |      |         |
| (Previous data needs to be filled in.) |                   |      |         |

## Dân số
| 1962                                                                     | 1968 | 1975 | 1982 | 1990 | 1999 |
| ------------------------------------------------------------------------ | ---- | ---- | ---- | ---- | ---- |
| 212                                                                      | 213  | 203  | 174  | 157  | 194  |
| Number retained from 1968 onwards: Population sans double comptes (q.v.) |      |      |      |      |      |